# Bobrovo (Oblast' di Arcangelo)
Bobrovo in russo Боброво? è una località della Russia che si trova nel Primorskij rajon dell'Oblast' di Arcangelo.